# Thomas Högstedt
Thomas Högstedt, né le 21 septembre 1963 à Mariestad, est un joueur de tennis suédois reconverti en entraîneur.
Entraîneur d'Eugenie Bouchard depuis décembre 2016 (qu'il a également coaché de fin 2015 à avril 2016), il a précédemment entraîné des joueurs et joueuses membres du top 10 tels que Madison Keys (de mai à décembre 2016), Tommy Haas, Simona Halep, Li Na, Maria Sharapova (de fin 2010 à juillet 2013), et Caroline Wozniacki.

## Palmarès

### Titre en simple messieurs
| No | Date       | Nom et lieu du tournoi                | Catégorie | Dotation | Surface         | Finaliste   | Score    |  |
| -- | ---------- | ------------------------------------- | --------- | -------- | --------------- | ----------- | -------- |  |
| 1  | 14-11-1983 | Tournoi de tennis de Ferrare, Ferrare | ATP 250   | 75 000 $ | Moquette (int.) | Butch Walts | 6-4, 6-4 |  |